# Tintenfischalarm
Tintenfischalarm ist ein österreichischer Dokumentarfilm aus dem Jahr 2006 von Elisabeth Scharang. Er behandelt das Leben von Alex Jürgen und beschäftigt sich mit dem Thema Intersexualität. Er hatte bei der Berlinale 2006 Premiere.

## Inhalt
Der Film folgt verschiedenen Stationen im Leben von Alex, zu Beginn des Filmes 26 Jahre alt. Alex wurde mit uneindeutigem Geschlecht geboren.
Im Alter von zwei Jahren entschieden die Arzte, die Intersexualität chirurgisch „korrigieren“ und Alex als Mädchen aufwachsen zu lassen: Eine Penisamputation findet mit sechs Jahren statt, eine Hodenamputation mit zehn Jahren. Erst mit 12 Jahren, als Alex versucht, ein Tampon zu benutzen und scheitert, erkennt sie, dass mit ihrem Geschlecht etwas nicht stimmt – zu diesem Zeitpunkt wird sie von ihren Eltern eingeweiht. Mit 16 Jahren erfolgt eine Vaginalplastik und danach eine schwere körperliche und seelische Krise: Bei Alex wird im Alter von 19 Jahren Leukämie diagnostiziert. Nach einer Stammzellenspende des Bruders folgen drei Jahre im Rollstuhl.
Alex und die Filmemacherin Scharang lernen einander 2002 kennen, als Alex bei einer von Scharang moderierten FM4-Radiosendung anruft und die Geschichte erstmals öffentlich erzählt. Danach folgen mehrere persönliche Treffen und die Entscheidung, eine Dokumentation zu drehen. Für den Film begleitete Scharang ihren Protagonisten über drei Jahre hinweg mit der Kamera. Sie nimmt in der Dokumentation nicht nur die Position der Beobachterin ein, vielmehr ist sie öfters in Zwiegesprächen mit Alex vor der Kamera zu sehen.
Der Film zeigt Alex in unterschiedlichen Situationen, auf Reisen, beim Anlegen eines Videotagebuchs mit selbstgefilmten Bildern, bei Besuchen von Selbsthilfegruppen für Intersexualität und vor allem in vielen langen Monologen und Reflexionen über sein Selbstbild, ihre Vergangenheit und ihre Gedanken zu Geschlecht und Sexualität.
Im Jahr 2003 beschließt Alex, künftig als intersexueller Mann leben zu wollen und dafür auch einen weiteren chirurgischen Eingriff in Kauf nehmen zu wollen: die Amputation der durch die weiblichen Hormone gewachsenen Brüste.
Das Hinarbeiten auf diese Entscheidung und ihre stetige Hinterfragung ist bestimmendes Thema des Films, der kein Ende des Fragens und keine „Lösung“ bietet. Denn obwohl Alex das männliche Geschlecht wählt (er lebt heute als intersexueller Mann in Oberösterreich), bleibt eine Unsicherheit und ein Gefühl des Anders-Seins, das sich etwa im Zitat des Protagonisten ausdrückt: „Glück finde ich, wenn’s mir gut geht, so wie ich bin. Und ich bin halt einfach ein wenig dazwischen.“
Der Filmtitel „Tintenfischalarm“ leitet sich von einer Aussage von Alex ab: Der „Tintenfischalarm“ ging ihm stets in jenen unangenehmen Situationen durch den Kopf, in denen er als 14-jähriges Mädchen die Hände der Jungen von ihrem Körper abwehren musste, weil sie Angst hatte, ihre Intersexualität könnte durch intime Berührungen enttarnt werden.

## Kritiken
„Scharang scheint manchmal fast zu sehr darauf bedacht, Alex’ Geschichte eine positive Resonanz zu verleihen – auch die besinnlichen Songs der Band Garish wirken in diesem Zusammenhang ein wenig fremd. Demgegenüber bleibt Alex ein erfrischend widerborstiger Gegenpart, der seine durch Testosteron verbundenen körperlichen Veränderungen nicht verhehlt; genauso wenig wie den Umstand, dass ihn nichts mehr enttäuschen kann“

„Protagonist Alex fungiert weniger als Schaukasten-Exemplar für die informationswütige Zuschauerschaft, vielmehr schließt man spontan Freundschaft mit ihm/ihr. Denn ein großer Teil des Films besteht aus tagebuchartigen Selbstporträts von Alex, die den Betrachter als unsichtbaren Dialogpartner imaginieren und ihn so flugs in die Lebenswelt der Hauptfigur ziehen.“

„Scharang ist bemüht in der Rolle der verstehenden Freundin. Diese Position gefährdet jedoch die Annäherung an Alex, da sie sich als gesellschaftlich akzeptiertes Identifikationsangebot dazwischenschiebt. Zu bewundern ist Alex Mut zur Offenheit und sein Weg zum Aktivisten, der sich um das Recht auf körperliche Selbstbestimmung und die Gründung der ersten Selbsthilfegruppe in Österreich bemüht.“